# Palacio presidencial de Grozni
El Palacio Presidencial de Grozni fue un edificio construido en el centro de la ciudad de Grozni, la capital de Chechenia. El edificio se convirtió en un símbolo de resistencia para los que apoyaban a la República Chechena de Ichkeria durante las primeras etapas de la primera guerra chechena. El edificio fue arruinado y destruido casi totalmente por los repetidos ataques aéreos y de artillería. Rusia lo demolió por completo en 1996.

## Historia
El edificio de 11 pisos fue construido como cuartel general del Partido Comunista de la URSS en la República Autónoma Socialista Soviética de Chechenia e Ingusetia. En algún momento, un ex-general de la Fuerza Aérea soviética, Dzhojar Dudáyev, declaró la independencia de Chechenia y adoptó el edificio como palacio presidencial, su oficina estaba en el 8° piso. Durante el breve periodo de independencia de facto de Rusia (noviembre de 1991 - febrero del 2000) la plaza afuera del edificio fue nombrada en honor a Mansur Ushurma.

### Primera guerra chechena
El palacio fue blanco de ataques fallidos por parte de las fuerzas de oposición chechenas en contra de Dudayev apoyadas por Rusia hasta 1994, pero no fue blanco de la campaña inicial de bombardeos. En los inicios de la Batalla de Grozni, el edificio fue atacado durante la ofensiva rusa de año nuevo, el lugar donde se suponía que se encontrarían todas las columnas militares de aquel ejército después de avanzar desde varias direcciones, así como los posteriores ataques rusos. Se prometió que el soldado que izaría la bandera de Rusia sobre el edificio se convertiría en un héroe de la Federación Rusa y el ministro de Defensa ruso, Pavel Grachov, afirmó que sus fuerzas capturaron al lugar durante el asalto inicial.

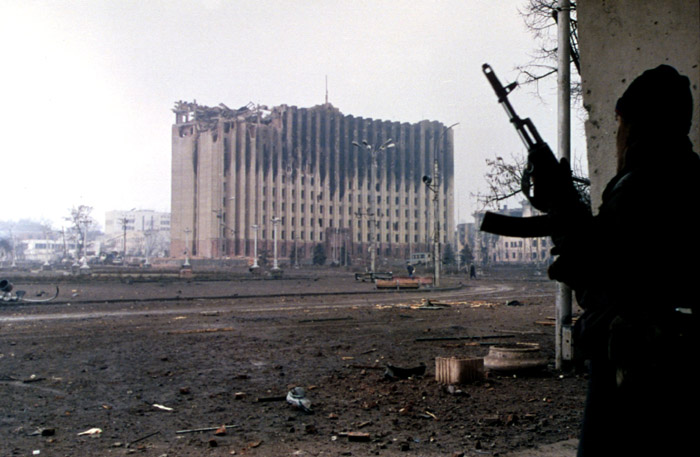
Militante checheno a pocos metros del palacio presidencial quemado.

Aunque Dudayev escapó de Grozni en los inicios de la batalla, la enorme estructura de hormigón de su palacio presidencial se convirtió en el principal bastión checheno de la ciudad. Junto con los edificios circundantes, varios cientos de combatientes separatistas la defendieron ferozmente, incluidos algunos de los guardias presidenciales de Dudayev y el batallón de Shamil Basáyev. El sótano debajo del palacio se convirtió en el cuartel general de batalla de Aslán Masjádov, jefe de estado mayor checheno, compartido con un hospital de campaña y un campo de prisioneros de guerra improvisado para soldados rusos capturados. Sergei Kovalev, el comisionado de derechos humanos de Borís Yeltsin, seis diputados de la Duma, varios trabajadores humanitarios y periodistas quedaron atrapados en el sótano en la primera etapa del ataque.
Las fuerzas rusas bombardearon los alrededores del edificio por más de tres semanas, con cientos de proyectiles de artillería disparados, morteros, fuego de tanques y en un punto el disparo de cohetes BM-21, que fue particularmente destructivo. Llegaron miles de soldados rusos para acabar con la resistencia, pero esto terminó en dos semanas más de lucha que destruyó la mayoría de edificios locales reduciéndolos a escombros. Finalmente, el 16 de enero de 1995, los rusos rodearon el ardiente palacio presidencial por tres lados, el cuarto siendo en el Río Sunzha, pero aun así fallaron en derrotar a los chechenos.
El día siguiente, el 17 de enero, dos enormes bombas antibunker fueron arrojadas por la Fuerza Aérea de Rusia. Una penetró en el edificio y explotó en el hospital subterráneo, acabando con la vida de 60 personas y varios prisioneros de guerra rusos. La otra bomba, que aterrizó a pocos metros del puesto de mando de Masjadov, no explotó y el mismo escapó ileso. Después de la medianoche del 18 de enero, el edificio en ruinas fue abandonado por los últimos defensores, que cruzaron un puente al otro lado del río al amparo de la oscuridad, y el palacio presidencial fue finalmente tomado por los rusos al día siguiente.
El lugar vio una protesta pacífica en 1996. La manifestación terminó en un derramamiento de sangre cuando las fuerzas del gobierno ruso dispararon contra los manifestantes, matando a varias personas. Poco después, el edificio fue demolido.

### Después de la guerra y reconstrucción
El lugar donde estaba el edificio hoy es la Plaza Ajmat Kadýrov. Con financiamiento del gobierno ruso el lugar ha sido reconstruido. Lo que antes era el palacio presidencial ahora es la Mezquita Ajmat Kadýrov, una de las más grandes de toda Rusia.